# Patrick Ness

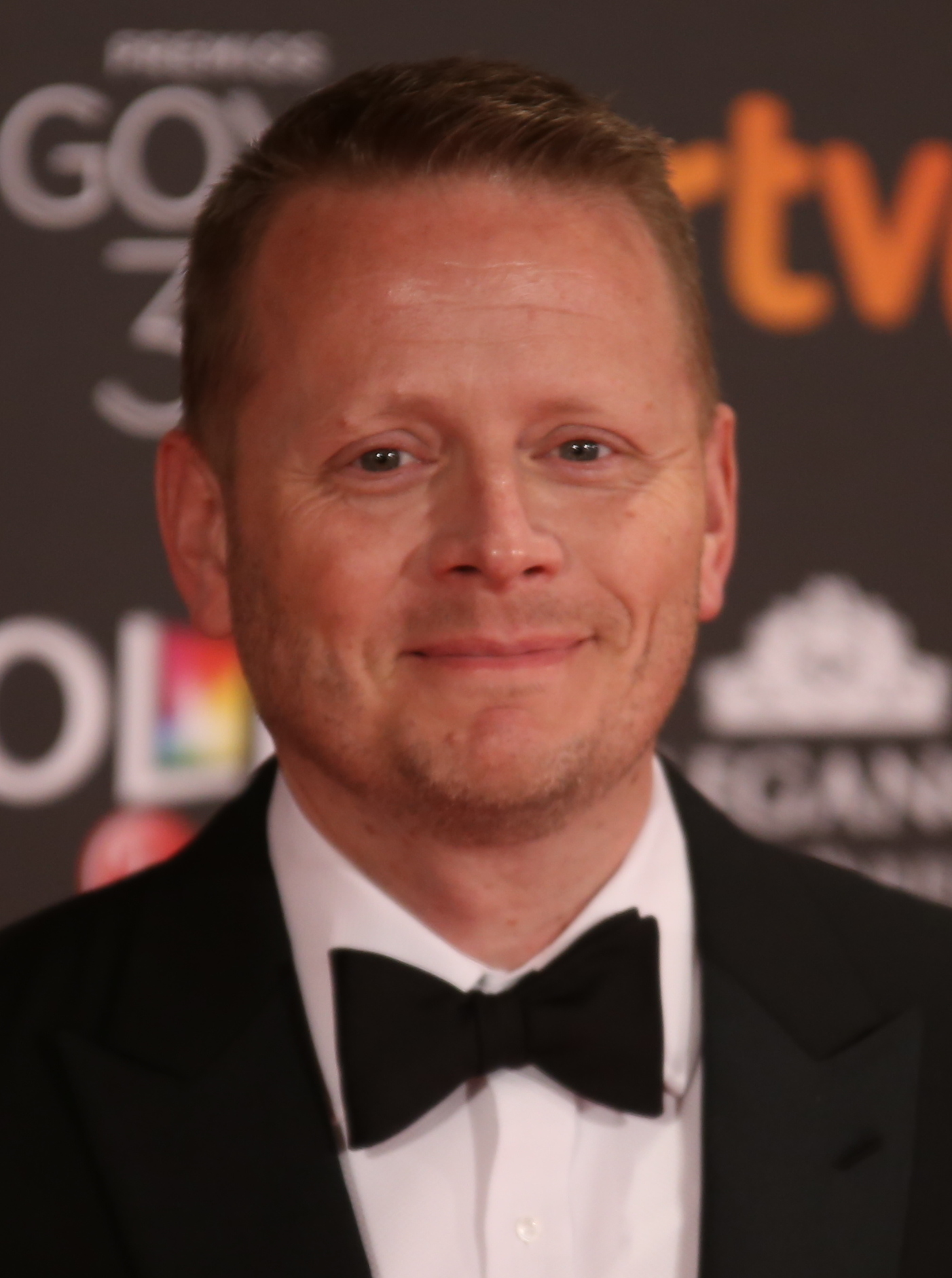
Patrick Ness bei den Goya Awards 2017

Patrick Ness (* 17. Oktober 1971 in Alexandria, Virginia) ist ein amerikanisch-britischer Journalist und Schriftsteller. Sein literarisches Werk umfasst sieben Romane und verschiedene Kurzgeschichten. Ness’ im deutschsprachigen Raum bekanntester Roman, A Monster Calls (2011, deutsch Sieben Minuten nach Mitternacht, 2011), wurde von der New York Times als »a gift from a generous storyteller and a potent piece of art« bezeichnet. John Green bezeichnete Ness als »insanely beautiful writer«. Ness’ neueste Romane sind The Crane Wife (2013, deutsch Die Nacht des Kranichs, 2014), More Than This (2013, deutsch Mehr als das, 2014) und The Rest of Us Just Live Here (2015). Für sein literarisches Werk wurde Ness im internationalen Feuilleton vielfach gepriesen und mit den bedeutendsten Preisen der deutschen und britischen Kinder- und Jugendliteraturszene ausgezeichnet, darunter dem Guardian Award (2008), der Carnegie Medal (2011 und 2012) und dem Deutschen Jugendliteraturpreis (2012). 2014 hielt Ness die Eröffnungsrede des Kinder- und Jugendprogramms des Internationalen Literaturfestivals Berlin.

## Leben und Werk

### Allgemeines
Ness wurde in den USA in dem Armeestützpunkt Fort Belvoir in der Nähe von Alexandria, Virginia, geboren, wo sein Vater Ausbildungsunteroffizier der Armee war. Sie zogen nach Hawaii um, wo Ness bis zum Alter von 6 Jahren lebte, und verbrachte die nächsten zehn Jahre im US-Bundesstaat Washington, bevor er nach Los Angeles zog. Er studierte Englische Literatur an der Universität von Südkalifornien. Nach Abschluss seines Studiums erstellte er für eine Kabelfirma unter anderem Gebrauchsanweisungen und Formschreiben. Seit 1999 lebt Ness in London und arbeitete bereits zu diesem Zeitpunkt an seinem ersten Roman. Er unterrichtete Kreatives Schreiben und war für die britische Tageszeitung The Guardian als Rezensent tätig, weiterhin auch für The Daily Telegraph, The Times Literary Supplement und The Sunday Telegraph. Seit 2005 besitzt Ness auch die britische Staatsbürgerschaft. Seit 2006 lebt er in einer eingetragenen Lebenspartnerschaft, kurz nachdem der Civil Partnership Act in Großbritannien in Kraft trat.
Über das Privileg des Berufs eines Schriftstellers, dessen Bücher von einem interessierten Publikum gelesen werden, sagt Ness:

„I still get surprised when people read them. A world this busy and this crowded with books and with other distractions … I work really hard, and I try to do the very best I can, but still it’s amazing that somebody reads your book, that somebody gives you their time – that’s a huge privilege.“

2011 empfahl Ness jungen Lesern im Guardian augenzwinkernd neun Bücher, die er als »ungeeignet« (»unsuitable«) für junge Leser einschätzt: Der Fänger im Roggen von J. D. Salinger, The Stand – Das letzte Gefecht von Stephen King, Unendlicher Spaß von David Foster Wallace, Menschenkind von Toni Morrison, Die Selbstmord-Schwestern von Jeffrey Eugenides, Dracula von Bram Stoker, Middlemarch von George Eliot, Maul von Tricia Sullivan und Pan Aroma von Tom Robbins.
Im Frühjahr 2014 hielt Ness im Rahmen des Imagine Children’s Festival in London eine vielbeachtete Rede zum Thema How not to drop the baton of reading. Darin äußert er sich unter anderem zu den gesellschaftlichen Anforderungen, die an Autoren sogenannter Kinder- und Jugendliteratur herangetragen werden:

„Writers for children and young people seem to be asked and even expected to be activists, to be advocates, to be campaigners, more than any other group of artists. [...] People seem to expect us to be activists.  On behalf of reading, on behalf of literacy, on behalf of libraries.“

Weiterhin führt Ness aus, dass für ihn nicht das Dasein als schreibender Aktivist an erster Stelle seines kreativen Schaffens steht, sondern das Selbstverständnis als Künstler, der vor allem eine gute Geschichte erzählen sollte:

„You notice I’ve kept calling us artists?  Yeah, totally cringey, isn’t it?  I know.  But it’s for a reason.  If you think of your job as that of a functionary, filling up pages for a factory machine, churning them out impersonally for the consumption of anonymous readers…  well, I reckon you probably wouldn’t be here in the first place. Do I consider myself an artist?  Yep.  It’s hubris and bit poncey, I know, but all art is hubristic and a bit poncey.  I try not to call myself an artist in front of any internet trolls, but still. It’s what I am before I’m an activist, before I’m an advocate, before I’m a campaigner.  I’m a writer. And that’s where my power is. [...] The baton of reading is not an event, it’s not a program, it’s not a government scheme, it’s not a poster campaign or sponsorship or social networking.  As vitally important as those things are, they’re not the baton. The baton is the story.  The baton is the book.  The baton is the novel that a young reader finds and says, “Yes, this is mine.”“

In der gleichen Rede kritisiert Ness mehrfach den britischen Bildungsminister Michael Gove und bezeichnete dessen Bildungspolitik unter anderem als „appalling, ignorant and damaging to the country“.
Im September 2014 hielt Ness die Eröffnungsrede des Kinder- und Jugendprogramms des 14. Internationalen Literaturfestivals Berlin. Sie hat den Titel Every Age I Ever Was (Jedes Alter, in dem ich jemals war). Ebenfalls dort war er Jurymitglied der Auszeichnung Das außergewöhnliche Buch.
Ness lebt und arbeitet in London.

### Literarisches Schaffen
Ness’ erste Veröffentlichung als Autor war eine Geschichte für das New Yorker Schwulenmagazin Genre im Jahr 1997. Seinen ersten Roman legte er mit The Crash of Hennington (2003) vor. Es folgten die Kurzgeschichtensammlung Topics About Which I Know Nothing (2005) und mit den Romanen The Knife of Never Letting Go (2008), The Ask and the Answer (2009) und Monsters of Men (2010) drei Bände der Chaos Walking-Trilogie. Die Chaos Walking-Trilogie wird flankiert von den drei Kurzgeschichten The New World (2009), The Wide, Wide Sea (2013) und Snowscape (2013), die digital publiziert wurden und kostenlos im Internet abrufbar sind. 2010 erschien Ness’ Kurzgeschichte Different for Boys. Sein Roman A Monster Calls (2011) ist die Vollendung einer Romanidee der im August 2007 an Krebs verstorbenen Autorin Siobhan Dowd. Beide hatten sich nie getroffen, verfügten jedoch über denselben Herausgeber bei Walker Books, Denise Johnstone-Burt. Im Zentrum des Romans steht ein Junge, der mit der Krebserkrankung seiner Mutter konfrontiert wird. Ebenfalls 2011 erschien Ness’ Kurzgeschichte Let Me Entertain You. Jüngste Publikationen von Ness sind die Kurzgeschichte The Fifth Doctor – Tip of the Tongue (2013) und die Romane The Crane Wife (2013) und More Than This (2013). 2015 erschien Ness’ neuer Roman The Rest of Us Just Live Here.
Über die Themen seiner Bücher für junge Leser sagt Patrick Ness:

„My books for teenagers have all ended up being about being heard. About being taken seriously. About being treated as a complex creation who doesn’t always get things right but – importantly – also doesn't always get things wrong.“

Ness’ Bücher sind in mehr als 12 Sprachen übersetzt worden (u. a. Chinesisch, Deutsch, Französisch, Hebräisch, Italienisch, Japanisch, Niederländisch, Russisch, Slowenisch, Spanisch, Tschechisch, Türkisch). Mit New World – Die Flucht (2009, englisch The Knife of Never Letting Go, 2008), New World – Das dunkle Paradies (2009, englisch The Ask and the Answer, 2009) und New World – Das brennende Messer (2010) sind alle drei Romane der Chaos Walking-Trilogie auch in deutschsprachiger Übersetzung erschienen. Der für diese Übersetzung gewählte Serientitel New World bezieht sich auf den fiktiven Handlungsort der Reihe, einen erst seit wenigen Jahren von Menschen besiedelten Planeten namens New World.
Mit dem Roman Sieben Minuten nach Mitternacht (2011, englisch A Monster Calls, 2011) liegt ein weiteres Buch von Ness in deutschsprachiger Übersetzung vor. Die Kurzgeschichte Für Jungs anders (Different for Boys, 2010) erschien 2012 in deutschsprachiger Übersetzung. Auch Ness’neueste Romane Die Nacht des Kranichs (2014, englisch The Crane Wife, 2013) und Mehr als das (2014, englisch More Than This, 2013) liegen inzwischen in deutschsprachiger Übersetzung vor.
Für sein literarisches Schaffen wurde Ness mit einer großen Anzahl literarischer Preise ausgezeichnet. Für A Monster Calls erhielt er unter anderem 2012 die Carnegie Medal, nachdem er diese Auszeichnung bereits im Jahr für The Knife of Never Letting Go gewonnen hatte. A Monster Calls wurde auch für Jim Kays Illustrationen mit der Kate Greenaway Medal ausgezeichnet, der Schwestermedaille der Carnegie-Medal. Damit gingen erstmals in der Geschichte des Preises beide Auszeichnungen an das gleiche Buch.

### Film
Im März 2014 wurde bekannt, dass Juan Antonio Bayona Ness’ Roman A Monster Calls verfilmen wird. Der Film startete in den USA am 16. Oktober 2016. Ness schrieb das Drehbuch für den Film. Sieben Minuten nach Mitternacht wurde auf dem Toronto International Film Festival 2016 erstmals gezeigt.

## Presseschau

### The Knife of Never Letting Go(2008) /New World – Die Flucht(2009)
„A bleak and unflinching novel with fascinating characters and extraordinary dialogue which creates a fully-realised world that the reader really buys into. The dog Manchee is an inspired creation! Ness conveys a real sense of terror and the ending is devastating. A novel that really stands out.“

Über alle drei Teile der Chaos Walking / New World-Trilogie

„An unbelievably thrilling read that nevertheless poses profound questions – about the effects of war, the constraints of love and hate, the competing claims of vengeance and forgiveness – as the epic tale of Todd’s efforts to escape various warmongering forces unfolds. Profoundly humane and utterly magnificent.“

### The Ask and the Answer(2009) /New World – Das dunkle Paradies(2009)
„A visceral and compelling story of incredible power which combines some fantastic writing with intelligent consideration of some important issues: the nature of war, terrorism and the treatment of women. A challenging novel which really lives inside your head.“

### Monsters of Men(2010) /New World – Das brennende Messer(2010)
„An outstanding novel, involving huge ideas about life, death and love that really challenges the reader to think about big questions. The split narrative works extremely well, the style is highly distinctive, and the main characters are beautifully drawn.“

„By any stretch of the imagination – and this is a book which profoundly stretches exactly that – Monsters of Men is an extraordinary achievement. Within its pages, Patrick Ness creates a complex other world, giving himself and the reader great scope to consider big questions about life, love and how we communicate, as well as the horrors of war, and the good and evil that mankind is capable of. It's also an enthralling read that is well nigh impossible to put down. Reviews on the CILIP Carnegie Medal shadowing site bear out our conviction that despite being part of a remarkable trilogy, this is a novel that both stands alone, and stands out.“

### A Monster Calls(2011) /Sieben Minuten nach Mitternacht(2011)
„There’s no denying it: this is one profoundly sad story. But it’s also wise, darkly funny and brave, told in spare sentences, punctuated with fantastic images (“Her scariest frown burnt into her face like a scar”) and stirring silences. Past his sorrow, fright and rage, Conor ultimately lands in a place — an imperfect one, of course — where healing can begin. A Monster Calls is a gift from a generous storyteller and a potent piece of art.“

„An exquisite piece of writing of great depth which has huge impact upon the reader, guiding them through some difficult emotional lessons. Well plotted and lyrically written with not an unconsidered word, it also handles the relationships between the central characters brilliantly.“

„A Monster Calls is an exquisite piece of writing. It is a beautifully economical, structurally brilliant and lyrically descriptive account of a challenging episode in one child's life. One of our judges - bereaved at a young age - said she wished that she'd had A Monster Calls to read then, because while it describes the nature of grief with an extraordinary clarity it also fills the reader with a spirit of hopefulness and a love for life that is profound and lasting. We'd go so far as to say that this is one of the defining books of its generation.“

„Patrick Ness erzählt in der Verwobenheit von Wirklichkeit und Phantasie die Geschichte eines Trauerprozesses in all seinen Facetten von Kummer, Verzweiflung, Wut, dem Wunsch, dass es doch endlich so weit wäre, und von Scham darüber, dies zu denken. Bettina Abarbanell hat die Geschichte in einem würdigen Erzähllton übersetzt. Die aus alten Mythen und Sagen entliehene Figur des Monsters ist eine überzeugende Metapher für das Unfassbare des Todes, für Endlichkeit, für die alte Frage nach dem Guten und nach dem Bösen. Sieben Minuten nach Mitternacht ist ein poetischer und kraftvoller Roman, der dem kindlichen Leser eine wichtige Geschichte über das Leben erzählt – und über dessen Ende.“

### More Than This(2013) /Mehr als das(2014)
„What would your hell look like? This is what Carnegie Medal-winner Patrick Ness asks readers to ponder in More Than This [...]. [...] This is a dense book, a mess-with-your-head book. A book that must be put down, pondered and then picked back up. It is a gorgeous story with masterful pacing and unforgettable passages that make staying with Seth as he realizes that “[i]f there really is more to life, I want to live all of it” utterly worth it.“

„Few young adult novels make quite such an immediate impression as More Than This, the new title from the widely praised Patrick Ness [...]. [...] The narrative – enthralling in its many strands and complexities – is dominated by Ness’s empathetic understanding of the ache and yearning of the adolescent experience, of that sense of its being a period that might appear to offer all sorts of possibilities, only to see many of them cruelly frustrated.“

„When I finished Patrick Ness' More Than This, my first thought was Ness has written the 21st century's version of J.D. Salinger's Catcher in the Rye. My second was I need to assign this in a lit class because much like Salinger's book (and John Green's more recent The Fault in Our Stars), Ness' young-adult novel is a game-changer. This genre-bending, pulse-pounding book is provocative and philosophical and sweet and darkly funny and it's destined to be discussed and debated. [...] To say anymore about this brilliant book would demand tiptoeing across a minefield of spoilers. So let me close by suggesting that if you have young adult readers in your life, find a way to bring this book to their attention and then step away. Let them figure it out for themselves.“

„The finale is dramatic but this is an impressively challenging and philosophical book for young adults, because Ness, author of the prize-winning book A Monster Calls, captures the ambiguity and bewilderment of being young and the uncertainty of what will happen to any of us next in life. There are some painful and wretched scenes (the worst terrors are left to your imagination) but the novel offers hope, too. Hope that bravery, loyalty, optimism, a sheer survival instinct and friendship are real and can override horror. It is a long book – 480 pages – but it is captivating throughout.“

„This is a philosophical book which echoes manifold human anxieties about the universe. What if this peculiar world in which we live is really just a simulacrum? Perfect for thoughtful, inquisitive teens.“

## Werke

### Bücher
| Englischsprachige Originalausgabe                                                                                                  | Deutschsprachige Erstausgabe | Anmerkungen |
| --- | --- | --- |
| 2003: The Crash of Hennington, Flamingo (London), ISBN 978-0007139422                                                              | | Roman nicht in deutschsprachiger Übersetzung erschienen |
| 2005: Topics About Which I Know Nothing, Harper Perennial (London), ISBN 978-0007139446                                            | | Kurzgeschichtensammlung nicht in deutschsprachiger Übersetzung erschienen |
| 2008: The Knife of Never Letting Go, Walker (London), 2008 ISBN 978-1406310252                                                     | 2009: New World – Die Flucht, Übersetzung ins Deutsche: Petra Koob-Pawis, Ravensburger (Ravensburg), ISBN 978-3473352999                                                                            | Roman Erster Band der Chaos Walking-Trilogie |
| 2009: The Ask and the Answer, Walker (London), ISBN 978-1406310269                                                                 | 2009: New World – Das dunkle Paradies, Übersetzung ins Deutsche: Petra Koob-Pawis, Ravensburger (Ravensburg), ISBN 978-3473353101                                                                   | Roman Zweiter Band der Chaos Walking-Trilogie |
| 2009: The New World | | Kurzgeschichte Prequel zur Chaos Walking-Trilogie, ist inhaltlich nach The Knife of Never Letting Go zu lesen nur digital erschienen, kostenlos downloadbar nicht in deutschsprachiger Übersetzung erschienen        |
| 2010: Monsters of Men, Walker (London), ISBN 978-1406310276                                                                        | 2010: New World – Das brennende Messer, Übersetzung ins Deutsche: Petra Koob-Pawis, Ravensburger (Ravensburg), ISBN 978-3473353255                                                                  | Roman Dritter Band der Chaos Walking-Trilogie |
| 2010: Different for Boys, in: Losing it, Herausgeber: Keith Gray, Andersen (London), ISBN 978-1849390996                           | 2012: Für Jungs anders, in: Losing it, Herausgeber: Keith Gray, Übersetzung aus dem Englischen: Uwe-Michael Gutzschhahn, Rowohlt Rotfuchs (Reinbek), ISBN 978-3499216039                            | Kurzgeschichte |
| 2011: A Monster Calls, Illustration: Jim Kay, Walker (London), ISBN 978-0763655594                                                 | 2011: Sieben Minuten nach Mitternacht, Übersetzung ins Deutsche: Bettina Abarbanell, cbj (München), ISBN 978-3570153741                                                                             | Roman mit Illustrationen |
| 2011: Let Me Entertain You, in: One For The Trouble – Book Slam Vol. 1, Book Slam (London), ISBN 978-1908615039                    | | Kurzgeschichte nicht in deutschsprachiger Übersetzung erschienen |
| 2013: The Fifth Doctor – Tip of the Tongue, in: Doctor Who – Eleven Doctors, Eleven Stories , Puffin (London), ISBN 978-0141348940 | 2014: Der fünfte Doktor: Böse Zungen, in: Doctor Who – 11 Doktoren, 11 Geschichten, Übersetzung aus dem Englischen: Christian Humberg, Cross Cult / Amigo Grafik (Ludwigsburg), ISBN 978-3864253126 | Kurzgeschichte Sammelband enthält außerdem Kurzgeschichten von Eoin Colfer, Michael Scott, Marcus Sedgwick, Philip Reeve, Richelle Mead, Malorie Blackman, Alex Scarrow, Charlie Higson, Derek Landy und Neil Gaiman |
| 2013: The Wide, Wide Sea | | Kurzgeschichte zugehörig zur Chaos Walking-Trilogie, ist inhaltlich nach The Ask And The Answer zu lesen nur digital erschienen, kostenlos im Internet downloadbar nicht in deutschsprachiger Übersetzung erschienen |
| 2013: Snowscape | | Kurzgeschichte zugehörig zur Chaos Walking-Trilogie, ist inhaltlich nach Monsters of Men zu lesen nur digital erschienen, kostenlos im Internet downloadbar nicht in deutschsprachiger Übersetzung erschienen        |
| 2013: The Crane Wife, Canongate (Edinburgh), ISBN 978-0857868718                                                                   | 2014: Die Nacht des Kranichs, Sibylle Schmidt (Übersetzung aus dem Englischen), Goldmann (München), ISBN 978-3442313563                                                                             | Roman |
| 2013: More Than This, Walker (London), ISBN 978-1406350456                                                                         | 2014: Mehr als das, Bettina Abarbanell (Übersetzung aus dem Englischen), cbj (München), ISBN 978-3570162736                                                                                         | Roman |
| 2015: The Rest of Us Just Live Here, Walker (London)                                                                               | | Roman |

### Drehbücher
| Jahr | Film                            | Funktion von Ness                                    |
| ---- | ------------------------------- | ---------------------------------------------------- |
| 2016 | Sieben Minuten nach Mitternacht | Adaption seines gleichnamigen Romans                 |
| 2016 | Class                           | Spin-Off der TV-Serie Doctor Who                     |
| 2021 | Chaos Walking                   | Adaption seines Romans The Knife of Never Letting Go |

## Nominierungen und Auszeichnungen
| Datum      | Buch                                                     | Nominierung / Auszeichnung                                                                               | Dotierung                     |
| ---------- | -------------------------------------------------------- | --- | ----------------------------- |
| 26.04.2008 | The Knife of Never Letting Go / New World – Die Flucht   | James Tiptree, Jr. Award                                                                                 | 1.000 US-amerikanische Dollar |
| 12.08.2008 | The Knife of Never Letting Go / New World – Die Flucht   | Longlist des Manchester Book Award 2009                                                                  |                               |
| 24.09.2008 | The Knife of Never Letting Go / New World – Die Flucht   | Guardian Award                                                                                           | 1.500 Britische Pfund         |
| 18.11.2008 | The Knife of Never Letting Go / New World – Die Flucht   | Booktrust Teenage Prize                                                                                  | 2.500 Britische Pfund         |
| 04.01.2009 | The Ask and the Answer / New World – Das dunkle Paradies | Costa Book Award in der Kategorie Kinderbuch                                                             | 5.000 Britische Pfund         |
| 24.04.2009 | The Knife of Never Letting Go / New World – Die Flucht   | Shortlist der Carnegie Medal                                                                             |                               |
| 21.09.2009 | The Ask and the Answer / New World – Das dunkle Paradies | Shortlist des Booktrust Teenage Prize                                                                    |                               |
| 23.04.2010 | The Ask and the Answer / New World – Das dunkle Paradies | Shortlist der Carnegie Medal                                                                             |                               |
| 11.05.2010 | Chaos Walking / New World-Trilogie                       | Aufnahme in die Liste Best Children’s Books Ever des The Guardian in der Kategorie 12-years-old and over |                               |
| 28.10.2010 | Monsters of Men / New World – Das brennende Messer       | Shortlist des Galaxy National Book Awards in der Kategorie W H Smith Children's Book of the Year         |                               |
| 04.03.2011 | Monsters of Men / New World – Das brennende Messer       | Shortlist des Arthur C. Clarke Award                                                                     |                               |
| 23.06.2011 | Monsters of Men / New World – Das brennende Messer       | Carnegie Medal                                                                                           | undotiert                     |
| 04.11.2011 | A Monster Calls / Sieben Minuten nach Mitternacht        | Galaxy National Book Awards in der Kategorie Children's Book of the Year                                 |                               |
| 17.12.2011 | A Monster Calls / Sieben Minuten nach Mitternacht        | Aufnahme in die Liste The Best Children’s Books of 2011 des The Wall Street Journal                      |                               |
| 22.12.2011 | A Monster Calls / Sieben Minuten nach Mitternacht        | Aufnahme in die Liste Our favorite books of 2011 der Chicago Sun-Times                                   |                               |
| 23.12.2011 | A Monster Calls / Sieben Minuten nach Mitternacht        | Aufnahme in die Liste The year’s best books for young readers des The Telegraph                          |                               |
| 18.02.2012 | A Monster Calls / Sieben Minuten nach Mitternacht        | Red House Children's Book Award                                                                          |                               |
| 15.03.2012 | A Monster Calls / Sieben Minuten nach Mitternacht        | Nominierung für den Deutschen Jugendliteraturpreis in der Kategorie Kinderbuch                           |                               |
| 14.06.2012 | A Monster Calls / Sieben Minuten nach Mitternacht        | Carnegie Medal                                                                                           | undotiert                     |
| 14.06.2012 | A Monster Calls / Sieben Minuten nach Mitternacht        | Kate Greenaway Medal für Jim Kay, den Illustrator von A Monster Calls                                    | undotiert                     |
| 11.10.2012 | Gesamtwerk                                               | Nominierung für den Astrid Lindgren Memorial Award 2013                                                  |                               |
| 12.10.2012 | A Monster Calls / Sieben Minuten nach Mitternacht        | Deutscher Jugendliteraturpreis in der Kategorie Jugendjury                                               | 8.000 Euro                    |
| 10.10.2013 | Gesamtwerk                                               | Nominierung für den Astrid Lindgren Memorial Award 2014                                                  |                               |
| 07.12.2013 | More Than This / Mehr als das                            | Aufnahme in die Liste 100 Best Books for Christmas des The Telegraph                                     |                               |
| 14.12.2013 | More Than This / Mehr als das                            | Aufnahme in die Liste Best books of the year for children and young adults der The Irish Times           |                               |
| 30.12.2013 | More Than This / Mehr als das                            | Aufnahme in die Liste Top 10 YA books of 2013 des The Telegraph                                          |                               |
| 23.01.2014 | More Than This / Mehr als das                            | Shortlist für den Kitschies Award in der Kategorie Red Tentacle für den besten Roman                     |                               |

## Festivalteilnahmen
| Datum          | Festival                                                                     |
| -------------- | ---------------------------------------------------------------------------- |
| September 2014 | Kinder- und Jugendprogramm des 14. Internationalen Literaturfestivals Berlin |